# Lo zio Pecos
Lo zio Pecos (Pecos Pest) è un film del 1955 diretto da William Hanna e Joseph Barbera. È il novantaseiesimo cortometraggio della serie Tom & Jerry, distribuito l'11 novembre 1955 dalla Metro-Goldwyn-Mayer. Questo cortometraggio è stato l'ultima produzione di Fred Quimby, il quale poi si è ritirato.

## Trama
Jerry riceve un telegramma da suo zio Pecos, noto chitarrista country, dove dice che lui passerà la notte da lui, per poi andare in televisione la sera dopo. 
Dopo aver salutato il nipote, Pecos prende la sua chitarra e si mette a suonare e cantare la sua nuova canzone per la sera dopo. Poco dopo, però, una corda della chitarra si rompe: Pecos esce dalla tana, va da Tom che sta dormendo, gli strappa un baffo e lo usa come corda. Jerry accorre subito per portare al sicuro lo zio, riuscendo a tornare nella tana prima che Tom li raggiunga. Le corde della chitarra però si rompono continuamente, cosicché Pecos insegue ogni volta Tom per prendergli un baffo. Il gatto cerca di impedire in ogni modo a Pecos di strappargli i baffi, ma invano. 
Alla fine Pecos saluta Jerry per poi andarsene, non prima di avergli detto di vederlo la sera seguente in televisione. La sera dopo, Tom e Jerry guardano Pecos esibirsi in televisione: questi comincia a suonare la chitarra e a cantare la sua canzone, ma sfortunatamente una delle corde si rompe per l'ennesima volta. Tom si compiace, ma Pecos allunga la mano fuori dallo schermo televisivo, afferra l'ultimo baffo di Tom e lo strappa. Mentre il gatto si tiene il muso per il dolore, Pecos ripara la sua chitarra e può finire di cantare la sua canzone.